# Park Sung-hoon
Park Sung-hoon (tiếng Hàn: 박성훈; sinh ngày 8 tháng 12 năm 2002) là một nam ca sĩ, người dẫn chương trình truyền hình và cựu vận động viên trượt băng nghệ thuật người Hàn Quốc. Anh là thành viên của nhóm nhạc nam Hàn Quốc Enhypen do Belift Lab thành lập và quản lý. Sunghoon là người giành huy chương bạc năm 2016, 2017 và là người trẻ nhất đạt huy chương vàng 2015 tại Cúp trượt băng nghệ thuật châu Á, và huy chương vàng vào năm 2015 của Lombardia Trophy. Sunghoon cũng đã giành được huy chương bạc trong cuộc thi dành cho tân binh năm 2013 và trong cuộc thi dành cho lứa tuổi nhỏ năm 2014 của Giải vô địch Trượt băng nghệ thuật Hàn Quốc.
Ngày 18 tháng 9 năm 2020, anh ra mắt với Enhypen sau khi kết thúc với vị trí thứ sáu trong chương trình thực tế sống còn I-Land do Mnet thực hiện.
Anh là cựu MC của chương trình âm nhạc hàng tuần Music Bank, cùng với Jang Won-young (cựu thành viên Iz*One, thành viên IVE).

## Sự nghiệp trượt băng
Sunghoon đã giành chiến thắng trong hai cuộc thi nâng cao cấp độ quốc tế, Cúp trượt băng nghệ thuật châu Á và Cúp trượt băng nghệ thuật Lombardia, trong mùa giải trượt băng nghệ thuật 2015-16.
Sunghoon đã có màn ra mắt quốc tế trong mùa giải trượt băng nghệ thuật 2016-2017 khi anh đủ tuổi. Anh đã giành được huy chương bạc tại Cúp trượt băng nghệ thuật Châu Á, và tham gia ISU Junior Grand Prix ở Estonia với tư cách là đại diện của Hàn Quốc. Năm 2017, anh giành thêm một huy chương bạc tại Cúp trượt băng nghệ thuật Châu Á và tham gia ISU Junior Grand Prix ở Ba Lan.
Trong mùa giải trượt băng nghệ thuật 2018-19, Sunghoon đã đủ tuổi tham gia các cuộc thi cấp cao. Anh đã tham gia hai sự kiện ISU Challenger Series, Asian Games Skating Trophy và Alpen Trophy.

## Sự nghiệp âm nhạc

### 2020-nay: Tham gia chương trình thực tế sống cònI-Land, ra mắt vớiEnhypen
Ngày 1 tháng 6 năm 2020, Sunghoon được giới thiệu là người tham gia chương trình sống còn I-LAND, một chương trình sống còn để tạo ra một nhóm nhạc nam do Mnet, CJ E&M và Big Hit Entertainment sản xuất tại Hàn Quốc. Anh ấy được công bố là một trong 12 người lọt vào vòng chung kết cùng. Sunghoon đã dành được một suất debut và ra mắt với tư cách là thành viên của nhóm nhạc nam thần tượng Hàn Quốc Enhypen.